# 柳川洋平
柳川 洋平（やながわ ようへい、1986年2月25日 - ）は、神奈川県横浜市出身の元プロ野球選手（投手）・コーチ・監督。右投右打。

## 経歴

### 学生時代
2歳年上の兄の影響で、小学1年生から新橋コスモで野球を始めた時から投手を務めた。中学時代は横浜泉中央ボーイズに所属。元々練習嫌いだったが、中学2年時に全国大会出場が懸かった一戦でサヨナラ本塁打を打たれてからは、練習の虫と呼ばれる程の練習量をこなし、3年時にはジャイアンツカップでの優勝に貢献した。
平塚学園高時代は、140km/h台の速球で1年生エースとして活躍し、2001年の神奈川県秋季県大会で優勝した。しかし2年時に椎間板ヘルニアを発症し、その後は怪我との闘いとなる。3年春には肉離れを起こし、医師から止められていたが、夏の大会には怪我を押して出場した。

### 社会人時代
母子家庭だったため大学進学をあきらめ、高校卒業後の2004年には社会人野球の新日本石油ENEOSに入社するも、ひじと肩の故障により3年で退部。しかし一般社員として働きながらも野球を忘れられなかった。仕事中にも移籍できるクラブチームをネットで探し、ばれた際に上司は叱責するどころか応援した。

### クラブチーム・独立リーグ時代
2007年に東京のクラブチームである西多摩倶楽部で1年プレーした後、ベースボール・チャレンジ・リーグ（BCリーグ）のトライアウトを経て福井ミラクルエレファンツに入団した。この年の秋には読売ジャイアンツの入団テストを受けたが、故障歴を理由に不合格にされた。
2008年は、創設されたばかりの福井ミラクルエレファンツのエースとして25試合に登板し11完投を記録するなど、低迷するチームを引っ張る活躍で復活をアピールした。石川ミリオンスターズの南和彰（元：読売ジャイアンツ）とのデッドヒートを制し、BCリーグ最多169奪三振を獲得。
2008年の育成ドラフトにおいて、福岡ソフトバンクホークスから3位指名を受けた。BCリーグからは他にも信濃グランセローズの鈴江彬が千葉ロッテマリーンズから、富山サンダーバーズの野原祐也が阪神タイガースからそれぞれ育成選手枠で指名された。

### ソフトバンク時代
ソフトバンクに入団して2年目にイップスにかかり、まともに投球できなくなってしまった。しかしこれを二軍監督やコーチ、また先輩選手らの支えで克服した。
2011年5月13日、ブライアン・ファルケンボーグの故障を受け支配下登録され、一軍出場登録された。22日のヤクルト戦で初登板を果たした。二軍で主に抑えとして起用された。
2012年は二軍でも防御率4.09と結果を残せず一軍登板なしに終わり、同年10月31日に戦力外通告を受け、現役を引退した。

### 引退後
2013年からは横浜に戻り、同年結成された地元の少年野球チーム（ヤングリーグ）で監督を務めていた。このヤングリーグは高校の先輩である黒田翔一が経営するゼネコン・オセアンの傘下にあり、指導の傍ら黒田の世話を受けてサラリーマンとして働いていた。
2019年1月23日、BCリーグの滋賀ユナイテッドベースボールクラブで育成コーチに就任することが発表された。柳川が就任する直前に、オセアンは滋賀と命名権契約を結んでいた。
チーム名がオセアン滋賀ブラックスに変わった2020年シーズン終了後の11月14日、監督就任が発表された。この監督就任には、球団側が従来の「NPBで実績を残した元選手」から、アマチュアの指導歴ある人物に指導者の方針を切り替えた点が指摘されている。迎えた2021年は開幕前に球団社長の黒田に「(地区4チーム中)2位以内には絶対入ります」と宣言、言葉通りにチーム史上初となる西地区優勝を達成した。柳川は取材に対して、チームとして外国人選手や元NPB選手を取らない方針の中で、中学生を指導したときの経験を生かし、厳しいと言われていた練習環境も工夫を入れて場所と時間を確保したと述べている。2022年よりチームは日本海オセアンリーグに所属する滋賀GOブラックスとなる。シーズン中の9月20日、契約期間満了により同シーズンをもって監督を退任することが発表された。退任予定の発表から10日後、滋賀は日本海オセアンリーグとしての初代優勝チームとなった。
シーズン終了後の12月9日、同月12日付で日本海オセアンリーグの代表に就任することが発表された（リーグ名はその後「ベイサイドリーグに変更）。
2023年シーズン終了後の10月1日、ベイサイドリーグの事業がNOLエンターテインメント株式会社から株式会社PSUに同日付で譲渡されたのに伴い、9月30日付でリーグ代表を退任したことが発表された。発表に付されたコメントの中で柳川は「私の力不足でパートナー企業をはじめ、球団関係者、選手、ファンの皆様の期待に応えることができず、多大なご迷惑をおかけし誠に申し訳ございませんでした」と述べた。

## 詳細情報

### 年度別投手成績
| 年 度     | 球 団        | 登 板 | 先 発 | 完 投 | 完 封 | 無 四 球 | 勝 利 | 敗 戦 | セ 丨 ブ | ホ 丨 ル ド | 勝 率 | 打 者 | 投 球 回 | 被 安 打 | 被 本 塁 打 | 与 四 球 | 敬 遠 | 与 死 球 | 奪 三 振 | 暴 投 | ボ 丨 ク | 失 点 | 自 責 点 | 防 御 率 | W H I P |
| --------- | ------------ | ----- | ----- | ----- | ----- | -------- | ----- | ----- | -------- | ----------- | ----- | ----- | -------- | -------- | ----------- | -------- | ----- | -------- | -------- | ----- | -------- | ----- | -------- | -------- | ------- |
| 2011      | ソフトバンク | 8     | 0     | 0     | 0     | 0        | 0     | 0     | 0        | 0           | ----  | 24    | 7.0      | 4        | 0           | 1        | 0     | 0        | 6        | 0     | 0        | 2     | 1        | 1.29     | 0.71    |
| 通算：1年 | 通算：1年    | 8     | 0     | 0     | 0     | 0        | 0     | 0     | 0        | 0           | ----  | 24    | 7.0      | 4        | 0           | 1        | 0     | 0        | 6        | 0     | 0        | 2     | 1        | 1.29     | 0.71    |

### 記録
NPB
- 初登板：2011年5月22日、対東京ヤクルトスワローズ1回戦（明治神宮野球場）、9回裏無死に4番手で救援登板、2/3回無失点
- 初奪三振：同上、9回裏にウラディミール・バレンティンから空振り三振

### 独立リーグでの投手成績
| 年度      | 球団      | 登 板 | 完 投 | 勝 利 | 敗 戦 | セ 丨 ブ | 勝 率 | 打 者 | 投 球 回 | 被 安 打 | 被 本 塁 打 | 与 四 球 | 与 死 球 | 奪 三 振 | 暴 投 | ボ 丨 ク | 失 点 | 自 責 点 | 防 御 率 |
| --------- | --------- | ----- | ----- | ----- | ----- | -------- | ----- | ----- | -------- | -------- | ----------- | -------- | -------- | -------- | ----- | -------- | ----- | -------- | -------- |
| 2008      | 福井      | 25    | 11    | 6     | 11    | 0        | .352  | 675   | 169.1    | 109      | 3           | 40       | 19       | 169      | 3     | 0        | 59    | 41       | 2.18     |
| 通算：1年 | 通算：1年 | 25    | 11    | 6     | 11    | 0        | .352  | 675   | 169.1    | 109      | 3           | 40       | 19       | 169      | 3     | 0        | 59    | 41       | 2.18     |

- 各年度の太字はリーグ最高、赤太字はリーグ歴代最高

### 独立リーグでのタイトル
- 最多奪三振：1回 （2008年）

### 背番号
- 16 （2008年）
- 124 （2009年 - 2011年5月12日）
- 53 （2011年5月13日 - 2012年）
- 86 （2019年 - 2020年）
- 87 （2021年 - 2022年）